# دیان بیبی
دیان بیبی (انگلیسی: Dion Beebe؛ زادهٔ ۱۹۶۸) یک مدیر فیلم‌برداری اهل استرالیا است. وی از سال ۱۹۹۲ میلادی تاکنون مشغول فعالیت بوده‌است.

## جوایز
وی برنده جوایزی همچون جایزه اسکار بهترین فیلمبرداری شده است.
آدم برفی پسرجهنمی۱  پسرجهنمی ارتش طلایی۲